# 德米特里夫卡 (伊瓦尼夫卡區)
46°34′16″N 34°17′21″E / 46.57111°N 34.28917°E
德米特里夫卡（烏克蘭語：Дмитрівка）是位於烏克蘭南部的村莊，由赫爾松州海尼切斯克區的伊萬尼夫卡市鎮負責管轄。該村面積19.6平方公里，海拔高度32米，2001年人口86，人口密度每平方公里4.4人。